# An Episode of the Derby
An Episode of the Derby è un cortometraggio muto del 1906 diretto da Lewin Fitzhamon.

## Trama
I genitori sventano un tentativo di rapimento della loro figlia.

## Produzione
Il film fu prodotto dalla Hepworth.

## Distribuzione
Distribuito dalla Hepworth, il film - un breve cortometraggio di 91,4 metri - uscì nelle sale cinematografiche britanniche nel giugno 1906.
Si conoscono pochi dati del film che, prodotto dalla Hepworth, fu distrutto nel 1924 dallo stesso produttore, Cecil M. Hepworth. Fallito, in gravissime difficoltà finanziarie, il produttore pensò in questo modo di poter almeno recuperare il nitrato d'argento della pellicola.